# Lost Planet (serie)
Lost Planet es una serie de videojuegos de disparos en tercera persona creada y publicada por la empresa Capcom. La serie consta de tres entregas: Lost Planet: Extreme Condition, Lost Planet 2 y Lost Planet 3. El primer juego fue puesto a la venta por primera vez en Japón el 21 de diciembre de 2006, antes de ser comercializado más tarde fuera de Japón el 12 de enero de 2007. Originalmente fue una exclusiva de la consola Xbox 360, pero más tarde fue convertido a otras plataformas como Microsoft Windows en junio de 2007 y PlayStation 3 en febrero de 2008. El segundo juego fue lanzado en todo el mundo en mayo de 2010 para PlayStation 3 y Xbox 360 antes de ser versionado para Microsoft Windows en octubre de 2010. El tercer juego fue desarrollado por Spark Unlimited en lugar de Capcom, y se puso a la venta a nivel mundial en agosto de 2013, esta vez lanzado para los tres sistemas de manera simultánea.
También existe un videojuego aparte titulado E.X. Troopers, lanzado en Nintendo 3DS y PlayStation 3 en noviembre de 2012, que es un spin off con estética anime desenfadada.

## Juegos

### Lost Planet: Extreme Condition(2006)
El primer juego de Lost Planet tiene lugar en el año conocido en el juego como TC-80 en el planeta ficticio de EDN III. Después de que las condiciones de vida en el planeta Tierra se volvieran demasiado hostiles para los seres humanos debido a la guerra, el calentamiento global y la contaminación, una ficticia megacorporación interestelar llamada Neo-Venus Construction (NEVEC) decide colonizar EDN III, un nuevo planeta muy parecido a la Tierra situado en una edad de hielo brutal. NEVEC descubre que el planeta EDN III está habitado por una especie de exóticos insectos gigantes agresivos y territoriales, a los que nombraron como Akrid, que vienen en todas formas y tamaños, y generan su propia energía térmica de alto valor. 150 años después, en una gran guerra en la que los humanos pierden contra los Akrid, la historia del juego gira en torno a Wayne Holden, un "pirata de las nieves", que intenta derrocar a la despiadada corporación NEVEC, que todavía compite por el control de EDN III, y ayudar a los esfuerzos de colonización por el resto de la raza humana mediante la destrucción de los Akrid, todo a la vez mientras tratan de sobrevivir a ambas traiciones y a las condiciones extremas del planeta.
Lost Planet: Extreme Condition recibió críticas mixtas en PlayStation 3 y PC, pero la recepción fue más positiva para la versión de Xbox 360. El juego vendió más de un millón de copias en todo el mundo en abril de 2007. IGN dio a la versión de Xbox 360 el premio Editor's Choice Awards, y ganó el premio al mejor juego de Xbox 360 en la Leipzig Games Convention.

### Lost Planet: Colonies(2008)
Lost Planet: Colonies es una versión "Classics" de Extreme Condition para Xbox 360 y PC. El juego incluye nuevos mapas multijugador, un nuevo modo de juego "Humano vs. Akrid" multijugador, y una selección de nuevos personajes multijugador y nuevas armas.
Colonies también incluye cuatro nuevos modos para un jugador: "Ataque por puntos" (conseguir la mayor cantidad de puntos matando enemigos en sucesión), "Batalla por tiempo", "Modo en primera persona", y "Modo infinito". Colonies permite el juego en línea multiplataforma entre los jugadores de Xbox Live y Games for Windows - LIVE. Lost Planet: Colonies no es compatible con las partidas guardadas del Lost Planet original ni tampoco con el juego en línea, de modo que los jugadores de cada versión sólo pueden jugar con otros que tengan el mismo título. Colonies fue puesto a la venta en América del Norte el 27 de mayo de 2008, en Japón el 29 de mayo, y en Europa el 6 de junio.

### Lost Planet 2(2010)
Lost Planet 2 es la continuación de Lost Planet: Extreme Condition, que tiene lugar diez años después de sus acontecimientos, en el mismo planeta EDN III. Fue desarrollado y publicado por Capcom. El juego salió al mercado para PlayStation 3 y Xbox 360 el 11 de mayo de 2010 en los Estados Unidos y en Europa (el 20 de mayo de 2010 en Japón). También salió una versión para Microsoft Windows en América del Norte el 12 de octubre de 2010 y de Europa el 15 de octubre de 2011.

### E.X. Troopers(2012)
E.X. Troopers es un videojuego spin-off de la serie Lost Planet, desarrollado por Capcom y fue puesto a la venta sólo en Japón para Nintendo 3DS y PlayStation 3 el 22 de noviembre de 2012. El juego añade nuevos y más peligrosos enemigos Akrid hostiles junto con varias nuevas armas y personajes.

### Lost Planet 3(2013)
Lost Planet 3 es la tercera entrega de la serie y fue desarrollado por Spark Unlimited en lugar de Capcom. Argumentalmente está situado antes del primer Lost Planet: Extreme Condition. Al igual que sus predecesores, fue lanzado en la PlayStation 3, Xbox 360 y Microsoft Windows en agosto de 2013 y tiene lugar en la misma edad de hielo y ambientación del primer juego mezclado con la variedad de escenarios del segundo.

## Producción
Capcom presentó Lost Planet por primera vez el 10 de diciembre de 2005 en una conferencia de prensa. Se presentaron Jun Takeuchi como productor ejecutivo, Kenji Ohguro como diseñador y Shin Kurosawa como guionista. En la conferencia, Capcom anunció que iba a seguir la tradición de basar el personaje principal de su juego una persona real, tal y como hizo con las distintas entregas de Onimusha. Capcom decidió basar el personaje principal Wayne Holden en una famosa estrella de Corea, Byung Hun Lee. Para capturar de manera fiel a Lee, Capcom utilizó un programa llamado "Face Robot". Esto permitió a Capcom utilizar expresiones básicas de Lee y traspasarlas a Wayne en el juego. Lee se vistió con ropas a modo de recreación del atuendo de Wayne y luego Capcom escaneó un modelo 3D del cuerpo completo para transferir el aspecto de Lee en Wayne usando una función llamada GATOR. Pero en lugar de usar los movimientos de Lee para las animaciones delpersonajes, los desarrolladores los hicieron manualmente. En cuanto a los escenarios, Capcom utilizó desde 300.000 hasta 600.000 polígonos en la pantalla a la vez para una sola batalla. Uno de los principales objetivos de Lost Planet era crear un videojuego que tuviera un éxito comercial tanto en América del Norte como en Japón.
Lost Planet 2 corre sobre MT-Framework 2.0, una versión actualizada del motor utilizado en varios juegos desarrollados por Capcom. El modo "Campaña" puede tener hasta 4 jugadores en modo cooperativo mediante juego en línea.
Lost Planet 3 funciona sobre el motor gráfico Unreal Engine 3.

## Adaptación cinematográfica
En julio de 2008, se anunció que David Hayter (actor de voz de Solid Snake en la serie de videojuegos Metal Gear Solid y guionista de películas como X-Men, X2 y Watchmen) estaba en negociaciones con Warner Bros. para escribir y dirigir una adaptación al cine de Lost Planet. El 15 de julio de 2008, en el certamen E3 2008 de Los Ángeles, Capcom anunció su asociación con Warner Brothers para hacer la película basada en este juego.
En 2010, Hayter dijo en una entrevista para MTV que él terminó unos borradores del guion adaptando del juego de Capcom, pero que por "cuestiones internas" parece que el proyecto se ha estancado. "Tuvimos algunos problemas internos entre un par de empresas, creo que es la causa del retraso", declaró.